# 제48회 금마장
제48회 금마장은 2011년 11월 3일에 열린 시상식이다.

## 수상 및 후보

### 장편영화상
- 시디그 발레 - 웨이 더솅 수상
- 양자탄비 - 강문
- 심플 라이프 - 허안화
- 리턴 티켓 - 텡 융싱
- 철피아노 - 장 멍

### 다큐멘터리상
- Hometown Boy - YAO Hung-I 수상
- The Man behind the Book - Lin Jing-Jie
- 영 앳 하트: 그랜드마 치어리더 - 양 리 쵸우

### 감독상
- 심플 라이프 - 허안화 수상
- 시디그 발레 - 웨이 더솅
- 양자탄비 - 강문
- 철피아노 - 장 멍

### 남우주연상
- 심플 라이프 - 유덕화 수상
- 점프 아쉰 - 펑위옌
- 양자탄비 - 갈우
- 철피아노 - 왕첸웬

### 여우주연상
- 심플 라이프 - 엽덕한 수상
- 그 시절, 우리가 좋아했던 소녀 - 천옌시
- 부재양니고단 - 서기
- 철피아노 - 진해로

### 남우조연상
- 시디그 발레 - 보케 코생 수상
- 점프 아쉰 - 로렌스 코
- 리벤지, 미친 사랑 이야기 - 라우 윙
- 무협 - 왕우

### 여우조연상
- 리턴 티켓 - 탕 쿤 수상
- 천녀유혼 - 혜영홍
- 인생은 기적 - 지앙 웬리
- 양자탄비 - 류자링

### 신인감독상
- 푸주한, 요리사, 그리고 검객 - 우얼샨 수상
- 그 시절, 우리가 좋아했던 소녀 - 구파도
- 소드 아이덴티티 - 서호봉
- 코라 - 두가의

### 신인배우상
- 그 시절, 우리가 좋아했던 소녀 - 가진동 수상
- 시디그 발레 - 린 칭-타이
- 시디그 발레 - 보케 코생
- 시디그 발레 - 린 유안-지에

### 각본상
- 리턴 티켓 - 시 랜 외 4명 수상
- 점프 아쉰 - 왕 리-웬 외 2명
- 심플 라이프 - 수잔 챈
- 철피아노 - 장 멍

### 각색상
- 양자탄비 - 곽준립 외 5명 수상
- 푸주한, 요리사, 그리고 검객 - 마 루오샨 외 3명
- 소드 아이덴티티 - 서호봉
- 코라 - 장가로

### 촬영상
- 양자탄비 - 조비 수상
- Hometown Boy - YAO Hung-I
- 시디그 발레 - 팅-챙 친
- 철피아노 - 슈 초우

### 편집상
- The Man behind the Book - Hsiao-Tung Chen 수상
- 이소룡전 - 종위쇠 외 1명
- 심플 라이프 - 궝취렁 외 1명
- 절청풍운 2 - 팽정희

### 액션감독상
- 무협 - 견자단 수상
- 이소룡전 - 전가락
- 시디그 발레 - 심재원 외 1명
- 절청풍운 2 - 디온 람

### 예술감독상
- 무협 - 해중문 수상
- 푸주한, 요리사, 그리고 검객 - 하오 이
- 이소룡전 - 장세굉
- 시디그 발레 - 타네다 요헤이

### 영화음악상
- 시디그 발레 - 릭키 호 수상
- 더 롱 굿바이 - 베이비-C 외 1명
- 점프 아쉰 - 오웬 왕
- 철피아노 - 오영묵

### 분장/의상디자인상
- 푸주한, 요리사, 그리고 검객 - 하오 이 수상
- 시디그 발레 - 아만다 뎅 외 3명
- 양자탄비파 - 장숙평
- 무협 - 오리로

### 시각효과상
- 무협 - 영곽인 외 1명 수상
- 천녀유혼 - 임정훈 외 3명
- 양자탄비 - 등결명
- 백사대전 - 류희정 외 2명

### 음향효과상
- 시디그 발레 - 두-체 투 외 2명 수상
- 양자탄비 - 보 웬 외 1명
- 절청풍운 2 - 증경상
- 무협 - 노파와트 리키퉝 외 1명

### 단편영화상
- Thief - Jay Chern 수상
- The Outsider - Kang Liang
- Meeting of the half moons - NG Ho-Yin
- Horse with no name - Chen Nien KO

### 국제비평가협회상
- 철피아노 - 장 멍 수상

### 관객상
- 시디그 발레 - 웨이 더솅 수상

### 영화제작자상
- WONG Wei-liu 수상
- CHEN Hsiao-Tung
- 양 리 쵸우

### 평생공로상
- TING Shan-His 수상